# Thiên hoàng Uda
Thiên hoàng Vũ Đa (宇多天皇 (Vũ Đa Thiên hoàng) Uda-tennō, 10 tháng 6 năm 867 – 3 tháng 9 năm 931) là Thiên hoàng thứ 59 của Nhật Bản theo danh sách kế thừa truyền thống
Triều đại của Vũ Đa kéo dài từ năm 887 đến năm 897

## Tường thuật truyền thống
Trước khi lên ngôi vua, ông có tên cá nhân của mình (imina) là Sadami (定省) hay Chōjiin-tei.
Thiên hoàng Uda là con trai thứ ba của Thiên hoàng Koko. Mẹ của ông là Thái hậu Hanshi, con gái của Hoàng tử Nakano (mà hoàng tử Nakano là con trai của Thiên hoàng Kanmu). Uda có năm phu nhân và 20 con. Riêng hai người con trai quan trọng bao gồm:
- Hoàng tử Atsuhito (884-930).
- Hoàng tử Atsumi (敦実親王) (893-967).

Kế thừa truyền thống của các Thiên hoàng tiền nhiệm, Uda sau khi lên ngôi đã ban tên Minamoto cho con cháu mình, và hậu duệ của Uda bị phân thành nhiều nhánh khác nhau tỏa ra nhiều nơi. Một trong số các nhánh đó là nhánh Uda Genji ở Omi - còn được gọi là tộc Sasaki.
Trong số các nhánh của Uda Genji có một người rất nổi tiếng là Minamoto no Masazane (源雅信), con trai của Hoàng tử Atsumi (敦実親王) đã đứng vững trong triều đình với chức Tả đại thần. Một trong những con gái của Masazane, Minamoto no Rinshi (源倫子) kết hôn với Fujiwara no Michinaga và từ cuộc hôn nhân này đã sinh ra ba hoàng hậu và hai nhiếp chính (sesshō) cho hoàng triều Nhật Bản.
Từ Masanobu, các kuge của dòng họ Thiên hoàng tỏa ra thành nhiều nhánh khác nhau như Niwata, Ayanokōji, Itsutsuji, Ohara và Jikōji. Từ con trai thứ tư của ông Sukeyosi, gia tộc Sasaki tách thêm một nhánh nữa là Kyogoku. Họ chính là nguồn gốc hình thành tộc Genji Omi như ngày nay. Từ dòng này, Sasaki Takauji đã thành công tại Mạc phủ Muromachi và gia tộc Amago có nguồn gốc từ người anh em của mình.
Khi cha còn sống, hoàng tử Sadami được đặt lại tên là "Minamoto no Sadami". Năm 887 khi Thiên hoàng Koko cần người kế nhiệm, hoàng tử được sự giúp đỡ của Nhiếp chính đã leo lên ngôi Thái tử. Sau cái chết của cha mình vào tháng 10 năm đó, Sadami -shinnō lên ngôi.

## Lên ngôi Thiên hoàng
Ngày 17 tháng 9 năm 887 (niên hiệu Ninna thứ 3, ngày 26 tháng 8 âm lịch): Thiên hoàng Koko chết; và con trai thứ ba của ông nhận được sự thừa kế (Senso). Ngay sau đó, Sadami chính thức lên ngôi (sokui) - hiệu là Thiên hoàng Uda. Ông đổi niên hiệu của cha thành niên hiệu Ninna nguyên niên.
Tháng 1/888, Thiên hoàng cử Mototsune tiếp tục giữ chức Nhiếp chính thay vì để ông này nghỉ hưu.
Vua Bột Hải Minh Tông của vương quốc Bột Hải tiếp tục bang giao với Nhật Bản (đời Thiên hoàng Uda).
Tháng 10/888, Uda cho xây dựng Chùa Ninna (仁和寺 ?) và đã được hoàn thành; cử Kobo-Daishi làm trụ trì chùa này.
Trong những năm đầu của triều đại Thiên hoàng Uda, cuộc đấu tranh quyền lực giữa các dòng họ ngày càng quyết liệt, đỉnh cao là đấu tranh giữa dòng họ Fujiwara và dòng họ Surawara và dòng họ của Thiên hoàng - Minamoto. Sau cái chết của Mototsune trong năm 891, Thiên hoàng Uda bãi bỏ chức Nhiếp chính, giao cho hai ông là Sugawara no Michizane (845 - 903) và con trai trưởng của vị nhiếp chính quá cố là Tokihira (871 - 909) phụ trách kuroudo. Ít lâu sau, Thiên hoàng lại phòng cho hai ông lần lượt là Tả đại thần (Michizane) và Hữu đại thần (Tokihira). Michizane đặc biệt được Thiên hoàng rất tin cậy.
Năm 894, Thiên hoàng Uda cử Michizane làm sứ giả sang nhà Đường (đời vua Đường Chiêu Tông), nhưng Michizane đã tấu trình xin bãi bỏ việc cử đi sứ và được Thiên hoàng chuẩn tấu.
Cùng năm 894, vua Đại Vĩ Hài của vương quốc Bột Hải vừa lên ngôi vua thì đã phái đại thần Bùi Đĩnh (裵頲, Baejeong) đi sứ sang Nhật Bản (đời Thiên hoàng Uda) để thông báo việc lên ngôi của ông ta.
Thiên hoàng Uda có nhiều cố gắng với việc phát huy tính chất "luật lệnh" theo tinh thần các bộ luật mà một số Thiên hoàng tiền nhiệm đã ban hành, nhằm tập trung quyền lực vào tay Thiên hoàng. Sử cũ gọi những cố gắng của Thiên hoàng Uda nhằm lập lại quyền uy cho hoàng gia là Tenno Shinsei (Thiên hoàng thân chính). Tuy nhiên, Uda cũng có sự nới lỏng tính "luật lệnh" của chính quyền bằng cách thêm vào các tư tưởng nhân văn của Nho giáo. Theo đó, vào tháng 7/896 Thiên hoàng Uda ra lệnh cho Michizane xem xét lại việc giam giữ tù nhân ở kinh đô và ban bố lệnh ân xá cho nhiều phạm nhân, để phù hợp với nhân văn bên Trung Hoa. Nhà vua cũng ra sắc lệnh về việc tăng cường ngăn chặn việc xâm chiếm đất đại nông dân của các gia đình quyền thế ở kinh đô, nhà chùa; trong khi chính quyền tiếp tục thu thuế, kiểm toán được thực hiện tại các tỉnh.
Vua Đại Vĩ Hài của vương quốc Bột Hải tiếp tục bang giao với Nhật Bản (đời Thiên hoàng Uda).
Tháng 6/897, Thiên hoàng Uda thoái vị và nhường ngôi cho con trai - sau sẽ lên ngôi với hiệu là Thiên hoàng Daigo. Trong di chúc thoái vị, ông ủy quyền cho các đại thần Michizane và Fujiwara no Tokihira phò giúp cho tân đế. Được sự phân công của cựu Thiên hoàng, hai vị đại thần đã cố vấn và giúp đỡ cho tân Thiên hoàng cho đến khi trưởng thành sau này.
Ba năm sau, ông vào tu tập tại ngôi chùa Ninna; lấy pháp danh là Kongo Kaku. Ông viên tịch ngày 3 tháng 9 năm 931 tại chùa, hưởng thọ 65 tuổi.

### Kugyō
- Quan bạch: Fujiwara no Mototsune (藤原基経), 836-891.
- Thái Chính đại thần: Fujiwara no Mototsune.
- Tả đại thần: Minamoto no Tōru (源融).
- Tả đại thần: Fujiwara no Yoshiyo (藤原良世).
- Hữu đại thần: Minamoto no Masaru (源多).
- Hữu đại thần: Fujiwara no Yoshiyo (藤原良世).
- Hữu đại thần: Minamoto no Yoshiari (源能有).
- Nội đại thần: (không chỉ định)
- Đại nạp ngôn:

### Niên hiệu
- Ninna (885-889)
- Kanpyō (889-898)

## Gia đình
Nữ ngự: (? -896) Fujiwara no Inshi (藤原胤子), con gái của Fujiwara no Takafuji
- Thân vương Atsugimi (敦仁親王) (885-930) tức Thiên hoàng Daigo
- Thân vương Atsuyoshi (敦 慶 親王) (887-930)
- Thân vương Atsukata (敦 固 親王) (? -927)
- Thân vương Atsumi (敦 実 親王) (893-967)
- Nội thân vương Jushi (柔子内親王) (? -959), 25 Saiō ở Ise Shrine (897-930)

Nữ ngự: Fujiwara no Onshi (藤原温子) (872-907), con gái của Fujiwara no Mototsune
- Nội thân vương Kinshi (ja:均子内親王) (890-910), kết hôn với Hoàng tử Atsuyoshi

Nữ ngự: Tachibana không Yoshiko / Gishi (橘義子), con gái của Tachibana không Hiromi
- Thân vương Tokinaka (斉 中 親王) (885-891)
- Thân vương Tokiyo (斉 世 親王) (886-927)
- Thân vương Tokikuni (斉 邦 親王)
- Nội thân vương Kunshi (ja:君子内親王) (? -902), 10 Saiin ở Kamo Shrine (893-902)

Nữ ngự: (? -893) Tachibana không Fusako (橘房子)
Nữ ngự: Sugawara không Hiroko / Enshi (菅原衍子), con gái của Sugawara Michizane không
Canh y: Minamoto no Sadako (源貞子), con gái của Minamoto no Noboru
- Nội thân vương Ishi (依子内親王) (895-936)

Canh y: Công chúa Norihime (徳姫女王), con gái của Hoàng tử Toyo
- Nội thân vương Fushi (孚子内親王) (? -958)

Canh y: Fujiwara no Yasuko (藤原保子), con gái của Fujiwara no Arizane
- Nội thân vương Kaishi (誨子内親王) (khoảng 894-953), kết hôn với Hoàng tử Motoyoshi (con trai của Hoàng đế Yōzei)
- Nội thân vương Kishi (季子内親王) (? -979)

Canh y: Minamoto no Hisako (源久子)
Canh y: Fujiwara no Shizuko (藤原静子)
Phu nhân: Một con gái của Fujiwara no Tsugukage, Ise (伊勢) (. 875/7-ca 939)
- Hoàng tử (chết trẻ)

Hoàng phi: Fujiwara no Hoshi (藤原褒子), con gái của Fujiwara no Tokihira
- Thân vương Masaakira (雅明 親王) (920-929)
- Thân vương Noriakira (載明 親王)
- Thân vương Yukiakira (行 明 親王) (926-948)

(Từ phụ nữ không rõ)
- Thân vương Yukinaka (行 中 親王)
- Nội thân vương Seishi (成子内親王) (? -978)
- Minamoto no Shinshi (源臣子)